# Райт-Сіті (Міссурі)
Райт-Сіті (англ. Wright City) — місто (англ. city) в США, в окрузі Воррен штату Міссурі. Населення — 4881 особа (2020).

## Географія
Райт-Сіті розташований за координатами 38°50′4″ пн. ш. 91°2′24″ зх. д. / 38.83444° пн. ш. 91.04000° зх. д. (38.834498, -91.039954).  За даними Бюро перепису населення США в 2010 році місто мало площу 15,70 км², з яких 15,45 км² — суходіл та 0,24 км² — водойми.

## Демографія
Згідно з переписом 2010 року, у місті мешкало 3119 осіб у 1178 домогосподарствах у складі 823 родин. Густота населення становила 199 осіб/км².  Було 1288 помешкань (82/км²).
Расовий склад населення:
| - 87,0 % — білих - 5,7 % — чорних або афроамериканців - 0,4 % — азіатів - 0,2 % — корінних американців - 3,7 % — осіб інших рас |

До двох чи більше рас належало 3,0 %. Частка іспаномовних становила 7,2 % від усіх жителів.
За віковим діапазоном населення розподілялося таким чином: 29,5 % — особи молодші 18 років, 61,7 % — особи у віці 18—64 років, 8,8 % — особи у віці 65 років та старші. Медіана віку мешканця становила 31,0 року. На 100 осіб жіночої статі у місті припадало 96,3 чоловіків;  на 100 жінок у віці від 18 років та старших — 90,1 чоловіків також старших 18 років.
Середній дохід на одне домашнє господарство  становив 49 470 доларів США (медіана — 45 943), а середній дохід на одну сім'ю — 58 810 доларів (медіана — 59 792). За межею бідності перебувало 18,6 % осіб, у тому числі 29,2 % дітей у віці до 18 років та 7,0 % осіб у віці 65 років та старших.
Цивільне працевлаштоване населення становило 1375 осіб. Основні галузі зайнятості: освіта, охорона здоров'я та соціальна допомога — 18,0 %, роздрібна торгівля — 16,9 %, будівництво — 15,1 %.